# Copa del Rey de Rugby
Die Copa del Rey de Rugby (span. für Rugby Königspokal) ist der wichtigste Rugby Union Pokalwettbewerb für Vereinsmannschaften in Spanien und unterliegt dem spanischen Rugby Dachverband Federación Española de Rugby. Der Bewerb wurde 1926 zum ersten Mal ausgetragen und ist damit der älteste gesamtstaatliche Titel des Landes. Bis zur Gründung der Liga im Jahr 1952 und zwischen 1955 und 1969 hieß die Copa del Rey noch Campeonato de España de Rugby und ermittelte den spanischen Meister.

## Bisherige Sieger

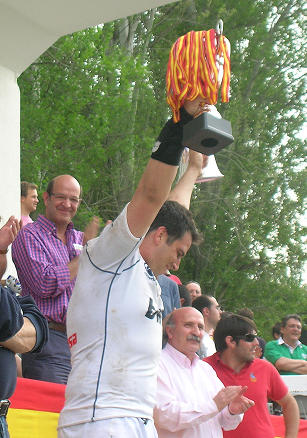
Diego Pérez Fernández im Mai 2008 mit dem Siegespokal der Copa del Rey

| Jahr    | Meister                               |
| ------- | ------------------------------------- |
| 1926    | FC Barcelona                          |
| 1927–29 | nicht ausgetragen                     |
| 1930    | FC Barcelona                          |
| 1931    | UE Santboiana                         |
| 1932    | FC Barcelona                          |
| 1933    | UE Santboiana                         |
| 1934    | Real Madrid                           |
| 1935    | Real Sociedad Gimástica Española      |
| 1936–40 | nicht ausgetragen (span. Bürgerkrieg) |
| 1941    | SEU Madrid                            |
| 1942    | FC Barcelona                          |
| 1943    | UE Santboiana                         |
| 1944    | FC Barcelona                          |
| 1945    | FC Barcelona                          |
| 1946    | FC Barcelona                          |
| 1947    | SEU Madrid                            |
| 1948    | UE Santboiana                         |
| 1949    | Atlético Madrid                       |
| 1950    | FC Barcelona                          |
| 1951    | FC Barcelona                          |
| 1952    | FC Barcelona                          |
| 1953    | FC Barcelona                          |

| Jahr | Meister                |
| ---- | ---------------------- |
| 1954 | SEU Madrid             |
| 1955 | FC Barcelona           |
| 1956 | FC Barcelona           |
| 1957 | CN Barcelona           |
| 1958 | UE Santboiana          |
| 1959 | UE Santboiana          |
| 1960 | UE Santboiana          |
| 1961 | UE Santboiana          |
| 1962 | UE Santboiana          |
| 1963 | CN Barcelona           |
| 1964 | Real Canoe NC          |
| 1965 | FC Barcelona           |
| 1966 | Real Canoe NC          |
| 1967 | CR Cisneros            |
| 1968 | Atlético San Sebastián |
| 1969 | CR Cisneros            |
| 1970 | Real Canoe NC          |
| 1971 | Real Canoe NC          |
| 1972 | Atlético San Sebastián |
| 1973 | Atlético San Sebastián |
| 1974 | Real Canoe NC          |
| 1975 | Atlético San Sebastián |

| Jahr | Meister           |
| ---- | ----------------- |
| 1976 | CD Arquitectura   |
| 1977 | CAU Madrid        |
| 1978 | CAU Madrid        |
| 1979 | CR Cisneros       |
| 1980 | CD Arquitectura   |
| 1981 | CD Arquitectura   |
| 1982 | CR Cisneros       |
| 1983 | FC Barcelona      |
| 1984 | CD Arquitectura   |
| 1985 | FC Barcelona      |
| 1986 | CD Arquitectura   |
| 1987 | Olímpico RC       |
| 1988 | CD Arquitectura   |
| 1989 | UE Santboiana     |
| 1990 | Getxo RT          |
| 1991 | Getxo RT          |
| 1992 | Getxo RT          |
| 1993 | CR El Salvador    |
| 1994 | El Monte Ciencias |
| 1995 | El Monte Ciencias |
| 1996 | El Monte Ciencias |
| 1997 | Getxo RT          |

| Jahr | Meister              |
| ---- | -------------------- |
| 1998 | Valladolid RAC       |
| 1999 | CR El Salvador       |
| 2000 | UE Santboiana        |
| 2001 | Real Canoe NC        |
| 2002 | UCM Madrid 2012      |
| 2003 | UCM Madrid 2012      |
| 2004 | Bera Bera RT         |
| 2005 | CR El Salvador       |
| 2006 | CR El Salvador       |
| 2007 | CR El Salvador       |
| 2008 | CRC Pozuelo Boadilla |
| 2009 | CRC Madrid           |
| 2010 | Valladolid RAC       |
| 2011 | CR El Salvador       |
| 2012 | Ampo Ordizia         |
| 2013 | Ampo Ordizia         |
| 2014 | Valladolid RAC       |
| 2015 | Valladolid RAC       |
| 2016 | CR El Salvador       |
| 2017 | UE Santboiana        |
| 2018 | Valladolid RAC       |
| 2019 | Alcobendas Rugby     |

| Jahr | Meister          |
| ---- | ---------------- |
| 2020 | Alcobendas Rugby |
| 2021 | Alcobendas Rugby |